# 김의환 (희극인)
김의환(1961년 10월 16일 ~)은 대한민국의 희극 배우이다.
- 1979년 연극배우 첫 데뷔하였다.
- 1980년 TBC 동양방송 개그콘테스트 정식 데뷔하였다.
- 1981년 MBC 문화방송 개그콘테스트 데뷔 자리 옮겨 데뷔 이전 하였다.
- 1982년 KBS 한국방송  개그콘테스트 데뷔 자리 옮겨 데뷔 이전 하였다.
- 1982년 엄용수, 손경수, 정명재, 이상운, 이경래, 최양락만 KBS로 함께 데뷔 자리 옮겨 이적했다.

## 출연작

### 방송
- 1981년 MBC 일요일밤의 대행진
- 1982년 KBS2 즐거운 토요일
- 1983년 KBS2 유머 1번지
- 1987년 KBS2 쇼 비디오 자키
- 1997년 KNN 퀴즈특급 달리는 여성
- 2000년 KBS2 TV는 사랑을 싣고

### 영화
- 1994년 헤드폰을 벗어라